# Thomas Spring (3e baronnet)
Thomas Spring, 3e baronnet (c. 1672 - 2 avril 1704) est un baronnet et propriétaire terrien anglais. 

## Biographie
Il est le fils aîné de William Spring (2e baronnet) et Sarah, fille de Robert Cordell (1er baronnet) (en) de Melford Hall, Suffolk,. Il fait ses études au Christ's College de Cambridge et hérite du titre et des domaines de son père à sa mort en 1684. Il vit à Pakenham Hall à Pakenham, Suffolk. Il sert en tant que haut shérif du Suffolk en 1696. Le 23 mai 1691, il épouse Merolina Jermyn, fille et cohéritière de Thomas Jermyn (2e baron Jermyn) et Mary Merry, et cohéritière d'Henry Jermyn (1er baron Dover). Ils ont eu trois fils et six filles :
- Thomas Spring (décédé en 1694)
- Merolina Spring (décédée en 1694)
- Merolina Spring (1695–1761), mariée à Thomas Discipline
- William Spring, 4e baronnet (1697-1736), décédé célibataire
- Mary Spring (1698-1765), épouse le révérend John Symonds et est la mère de John Symonds (historien) et Thomas Symonds (en) et la grand-mère de l'amiral William Symonds (en)[5]
- Pénélope Spring (1700–1707)
- Jermyn Spring (décédée à l'âge de 17 ans)
- Henrietta Maria Spring (décédée en janvier 1733), décédée célibataire
- Delariviera Spring (décédée le 1er février 1733), décédée célibataire

Thomas Spring est enterré le 6 avril 1704 dans l'église paroissiale de Pakenham. Son seul fils survivant, William, lui succède. 